# Oliver Vogt (Politiker)
Oliver Vogt (* 15. Juli 1977 in Neuhaus am Rennweg) ist ein deutscher Politiker (CDU). Er ist seit 2021 Mitglied des Deutschen Bundestages.

## Leben
Vogt wuchs in Espelkamp auf, wo er 1997 sein Abitur am Söderblom-Gymnasium Espelkamp ablegte. Von 1997 bis 1998 leistete er seinen Grundwehrdienst bei der Marine und diente an den Standorten Eckernförde, Flensburg und Glücksburg-Meierwik. Von 1998 bis 2004 absolvierte er sein Physikstudium an der Universität Bielefeld und erlangte dort seinen Abschluss als Diplom-Physiker. Anschließend arbeitete er als wissenschaftlicher Mitarbeiter und promovierte im Jahr 2007  über Spektralfunktionen im dreidimensionalen O(4)-Spinmodell. Ab dem Jahre 2008 war er als Gymnasiallehrer für Physik und Mathematik am Besselgymnasium Minden tätig.
Seit 2002 war er im FC Preußen Espelkamp 1957 e. V. Vizepräsident, zwei Jahre später wurde er Vereinspräsident. Seit 2018 ist er Ehrenpräsident. Parallel engagierte er sich als Schiedsrichter.
Er ist außerdem Vorsitzender des Aufsichtsrates der Mindener Kreisbahnen GmbH.

## Politischer Werdegang
Vogt trat 1998 in die CDU ein. Im folgenden Jahr wurde er Mitglied des Rates der Stadt Espelkamp. Von 2000 bis 2014 war er dabei Vorsitzender des Ausschusses für Sicherheit, Ordnung und Feuerschutz. Im Anschluss wurde er Vorsitzender des Ausschusses für Schule, Erziehung und Familie. Im Jahr 2017 trat er das erste Mal im Wahlkreis 134: Minden-Lübbecke zur Bundestagswahl an, verlor jedoch mit 1,9 % das Direktmandat. Seit 2018 ist er Mitglied des Bezirksvorstandes der CDU Ostwestfalen-Lippe und Mitglied des Kreistages Kreis Minden-Lübbecke, dort unter anderem Vorsitzender des Ausschusses für Strukturförderung. Seit 2019 ist er Kreisvorsitzender der CDU Minden-Lübbecke.
Bei der Bundestagswahl 2021 trat er erfolglos im Bundestagswahlkreis Minden-Lübbecke I an, wurde aber über die Landesliste der CDU Nordrhein-Westfalen Mitglied im 20. Bundestag. Hier war er ordentliches Mitglied des Ausschusses für Ernährung und Landwirtschaft, stellvertretendes Mitglied des Verteidigungsausschusses und unterstützte als Schriftführer die Arbeit des Bundestagspräsidiums.
Bei der Bundestagswahl 2025 trat Vogt erneut im Wahlkreis Minden-Lübbecke an und konnte ihn diesmal direkt gewinnen. Somit ist er auch Mitglied im 21. Deutschen Bundestag. Hier ist er ordentliches Mitglied im Haushaltsausschuss und erneut stellvertretendes Mitglied im Verteidigungsausschuss. Seine Aufgabe als Schriftführer setzt er auch unter Bundestagspräsidentin Julia Klöckner weiter fort.